# مجموعه آثار هنرهای اسلامی خلیلی
مجموعه آثار هنرهای اسلامی خلیلی (به انگلیسی: Collection Of Islamic Art) توسط مجموعه‌دار ایرانی-بریتانیایی ناصر داوود خلیلی جمع آوری شده است. او گردآوری این مجموعه از آثار هنر اسلامی را ۲۰ سال پیش آغاز کرد.  
او می خواست مجموعه ای پرتعداد از بهترین آثاری که تصویرگر فرهنگ جهان اسلام باشد، جمع آوری کند. وی با هدف تقویت درک جهانیان از هنر اسلامی به این مهم دست زد . در کنار این مجموعه دست به تالیف کتاب ده جلدی  برای معرفی این آثار زد که در برگیرنده ی توضیحات آموزشی دقیق و تصاویر زیبا بوده و با نگاهی تاریخی ، ارزیابی جامعی از این آثار ارائه می دهد. درباره این نمونه های هنری، مطالعات علمی بسیاری صورت گرفته و از روی همه ی دست نوشته ها نسخه برداری شده است. برنامه هایی در حال بررسی است تا موزه ای مخصوص هنر اسلامی ساخته شود. محلی که نهایتاً این مجموعه را نیز در خود جای خواهد داد. دکتر خلیلی در دانشگاه لندن صاحب کرسی هنر و باستان شناسی اسلامی و در دانشگاه آکسفورد عضو هیئت تحقیق هنر اسلامی است. همچنین او را به پاس داشت فعالیت های تحقیقاتی و نقش مؤثرش در این زمینه، به عضویت افتخاری دانشگاه لندن پذیرفته‌اند .

## کارها
مجموعه شخصی ناصر خلیلی بزرگ ترین و جامع ترین مجموعه ی اختصاص یافته به دست نوشته های قرآنی است.
نگارش نمونه های این مجموعه، که کتابت قرآن را از قرن اول تا چهاردهم ه.ق به طور کامل معرفی می کند

در سرزمین هایی است که از اسپانیا تا هندوستان را در برمی گیرد. 

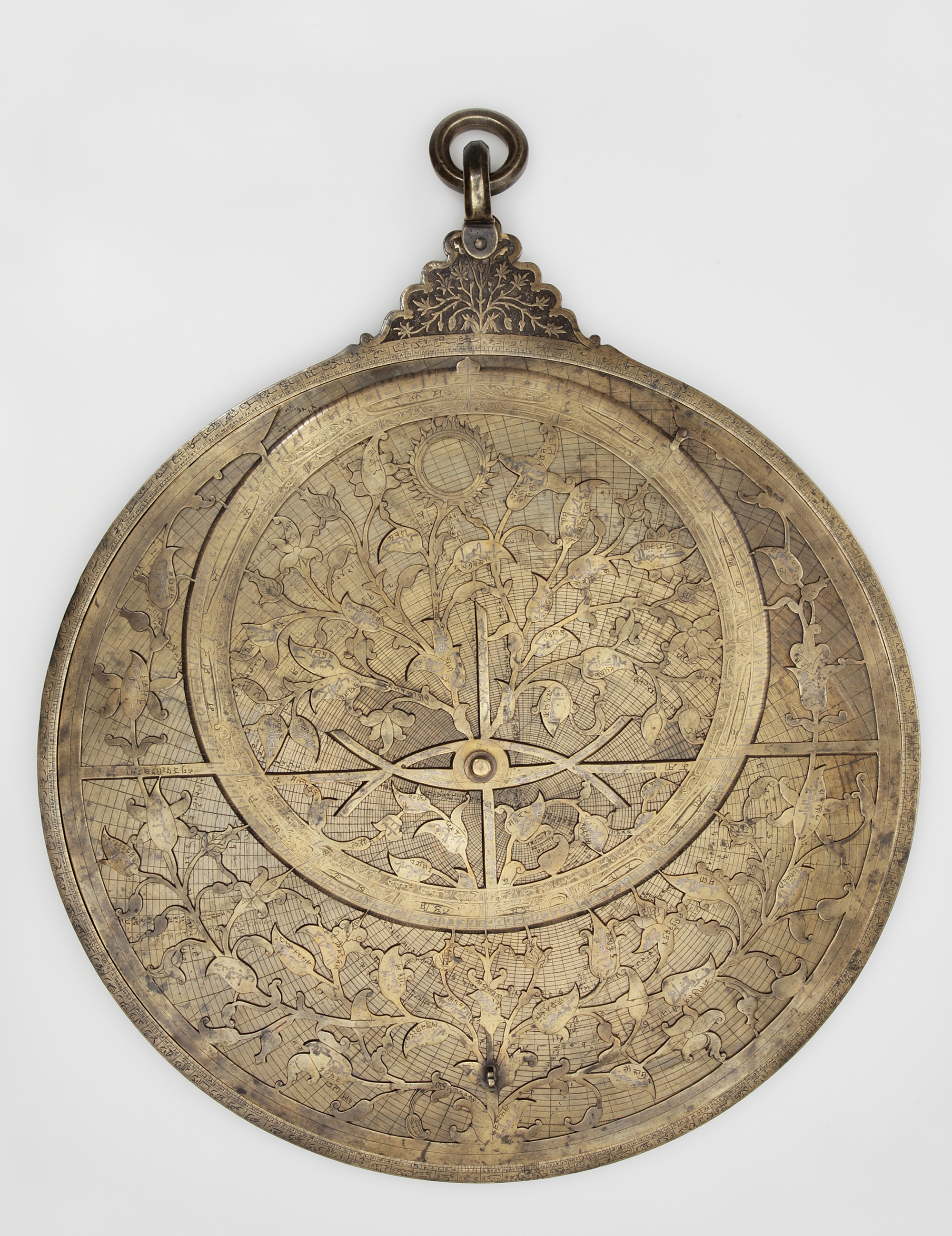
یک اسطرلاب برجسته شکل که برای شاه جهان ، پنجاب ، لاهور ، 1648–58 ساخته شده است

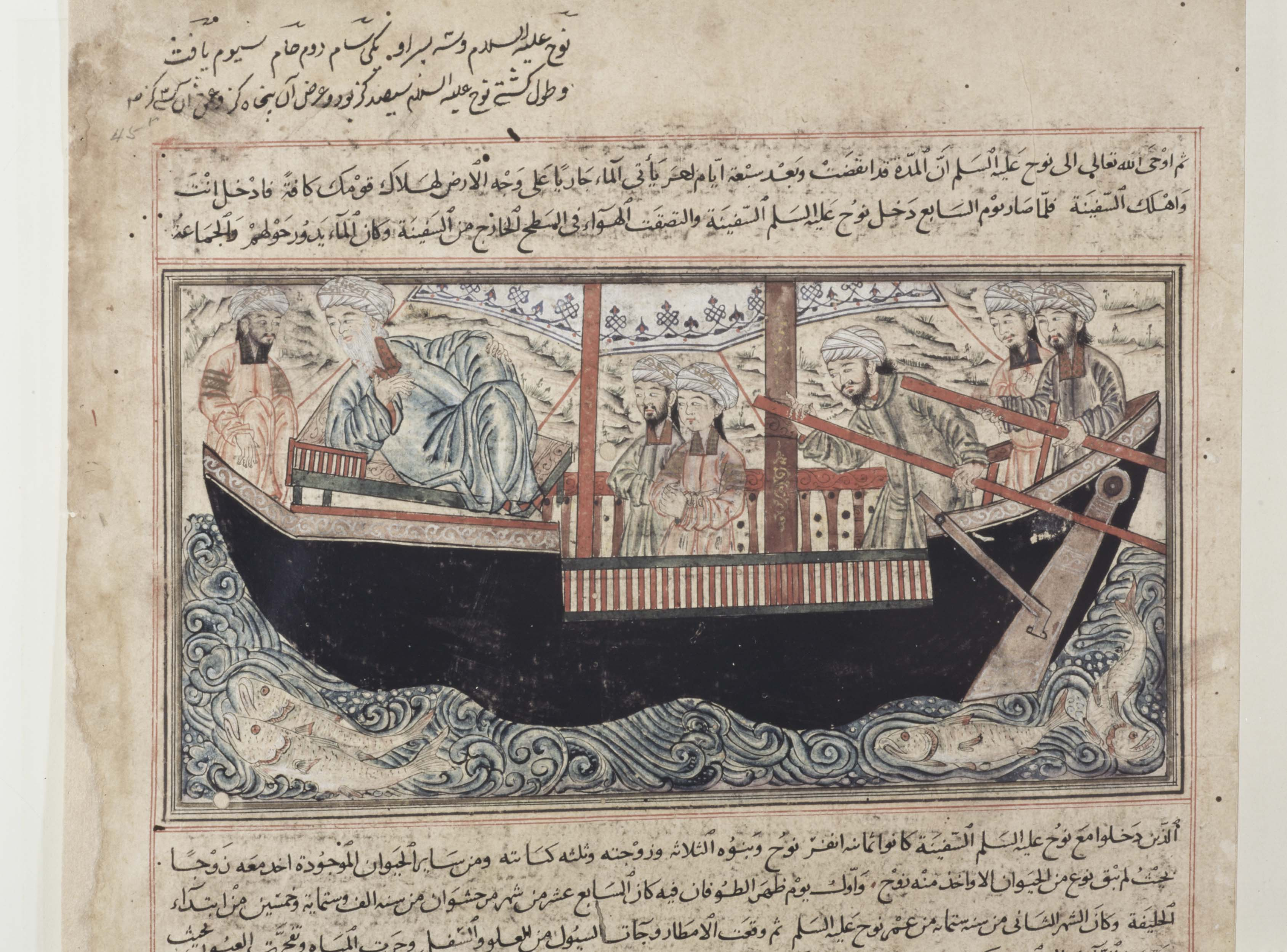
کشتی نوح ، از جامع التواریخ رشیدالدین ، تبریز ، 1314–15

بخشی از آثار به دست نوشته های قرآنی اختصاص یافته و مربوط به قرون چهارم تا هشتم ه.ق است. در میان 56 نمونه این جلد، آثار پراهمیتی جای گرفته و دست نوشته هایی چون قسمت از یک قرآن، که در قرن ششم ه.ق در عراق با طلا کتابت شده، نسخه ای از معدود دست نوشته های برجای مانده از والنسیای اسپانیا در همان دوره و نیز جدیدترین قرآن مانده از نسخه ای مربوط به هندوستان قرار دارد. از مهم ترین و ارزنده ترین نسخه های این مجموعه بخشی از یک قرآن سی قسمتی است که یاقوت مستعصمی ـ بزرگترین خوشنویس اسلامی در اواخر قرون وسطی ـ کتابت کرده است. قسمتهای دیگری از همین قرآن در کتاب خانه های ترکیه و دوبلین نگه داری می شود، اما امتیاز نمونه ی مجموعه خلیلی در این است که قرآن های والنسیا، هند و یاقوت مستعصمی، ارکان مطالعات نوین ما در فهرست نگاری تشریحی بوده است. دیگر آثار به خوش نویس اهل موصل در قرن هشتم علی بن محمد الحسینی و دست نوشته هایی که در شیراز دوران اینجوها و ال مظفر نگه داری می شد اختصاص یافته است. 

## ارزش مجموعه
این مجموعه به قدری ارزشمند بود که مجله فربز تیتر زد : صاحب ایرانی تبار بزرگترین مجموعه خصوصی هنرهای اسلامی به جمع میلیاردرهای جهان پیوست.

## آثار مجموعه
از ارزشمندترین آثار موجود در مجموعه خلیلی می‌توان به بشقاب های سرامیک با خط کوفی از نیشابور، یک پارچه زربافت ابریشمی از دوران ایلخانی در ایران، یک کره فلزی سماوی یا آسمانی از قرن هفتم هجری که صور فلکی گوناگون روی آن حکاکی شده و موقعیت هزار و بیست چهار ستاره روی آن نقره کوب شده است و همچنین بخش هایی از کتاب جامع التواریخ، نوشته خواجه رشید الدین فضل الله همدانی وزیر ایلخانی اشاره کرد . بخش های موجود از کتاب جامع التواریخ در مجموعه خلیلی، بخشی از قدیمی ترین نسخه عربی این کتاب است که با نقاشی تزیین شده است.

## جستارها
- مجموعه هنر اسلامی خلیلی
- مجموعه منسوجات سوئدی خلیلی
- مجموعه هنر ژاپنی خلیلی
- مجموعه اسناد آرامی خلیلی
- مجموعه آثار فلزکاری های اسپانیایی خلیلی
- مجموعه کیمونو خلیلی
- مجموعه آثار مینا کاری های جهان خلیلی
- مجموعه حج و زیارت خلیلی